# World Series of Poker Online 2021
Die World Series of Poker Online 2021 war die zweite Austragung dieser Pokerturnierserie. Sie wurde vom 1. Juli bis 12. September 2021 auf den Onlinepoker-Plattformen WSOP.com, GGPoker und WSOP.com PA ausgespielt.

## Turniere

### Struktur
Der Turnierplan für WSOP.com wurde am 14. April 2021 veröffentlicht. Vom 1. bis 31. Juli 2021 wurden dort 33 Turniere gespielt, wobei am 25. Juli 2021 zwei Events veranstaltet und sonst je ein Turnier täglich angeboten wurde. Zum Spielen auf WSOP.com musste sich ein Teilnehmer im US-Bundesstaat Nevada oder New Jersey aufhalten. Ende April 2021 wurde die Plattform GGPoker als zweiter Partner bekanntgegeben, Mitte Juli 2021 folgte die Bekanntgabe des Turnierplans. Vom 1. August bis 12. September 2021 wurden dort ebenfalls 33 Events angeboten. Auf der Plattform WSOP.com PA, auf der man nur vom US-Bundesstaat Pennsylvania aus spielen durfte, gab es darüber hinaus vom 8. bis 15. August 2021 täglich ein Event.
Die insgesamt 74 Events wurden in den Varianten No Limit Hold’em, No Limit Hold’em Short Deck, Limit Hold’em und Pot Limit Omaha gespielt. Der Buy-in lag zwischen 50 und 25.000 US-Dollar. Für einen Turniersieg erhielten die Spieler neben dem Preisgeld ein Bracelet.

### Turnierplan

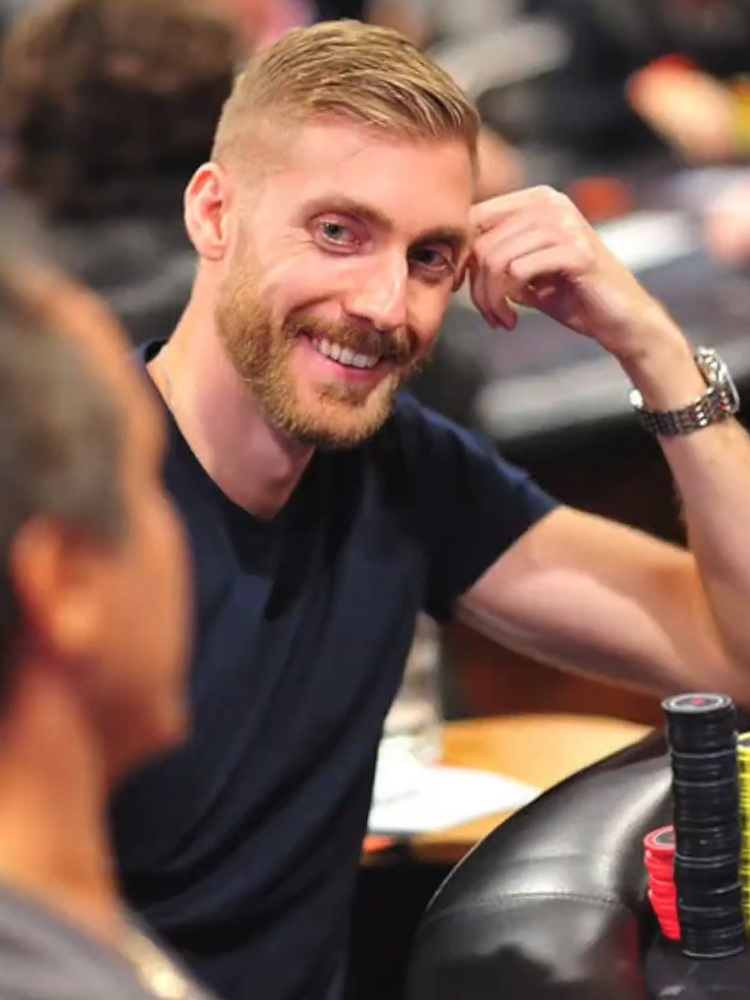
Manig Löser gewann sein erstes Bracelet

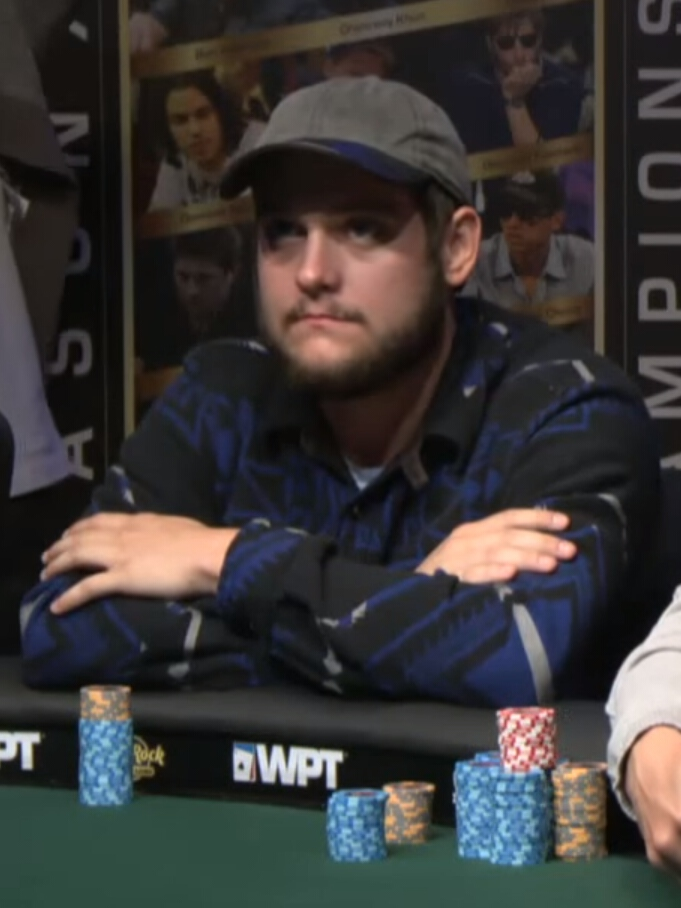
Bryan Piccioli sicherte sich sein zweites Bracelet

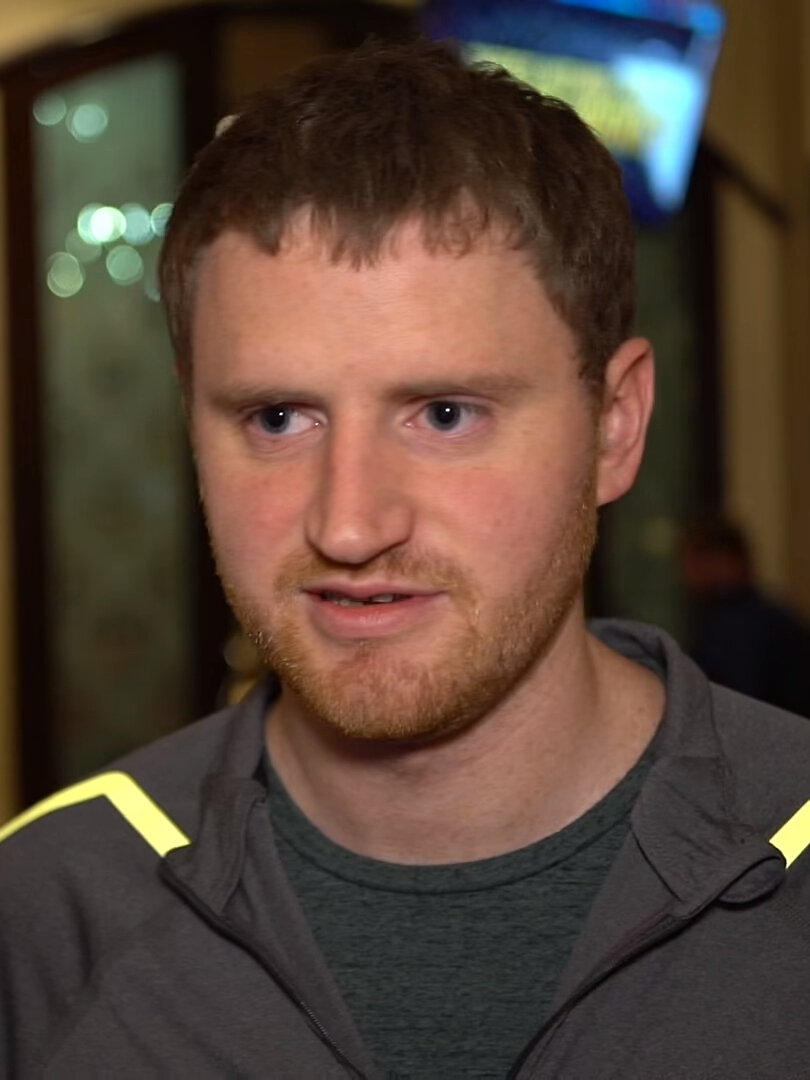
David Peters gewann beim Lucky 7’s High Roller sein drittes Bracelet

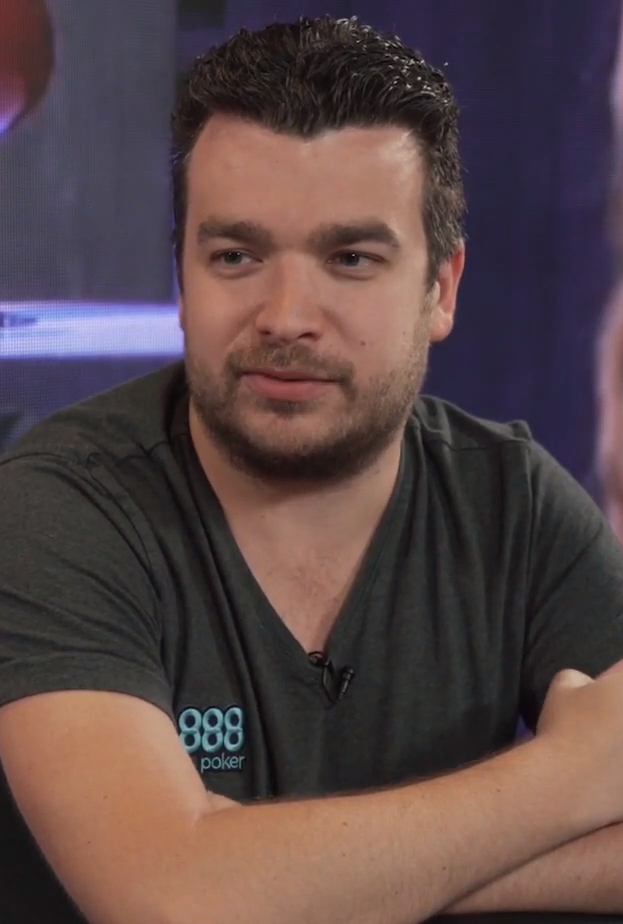
Chris Moorman sicherte sich sein zweites Bracelet

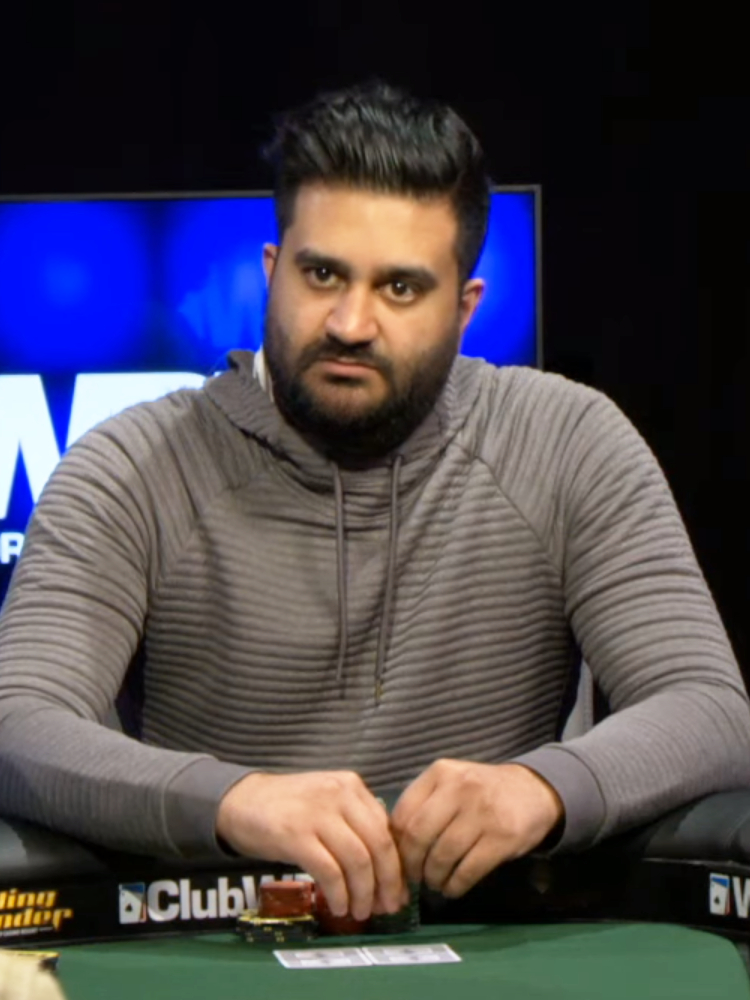
Shankar Pillai gewann auf WSOP.com PA sein drittes Bracelet

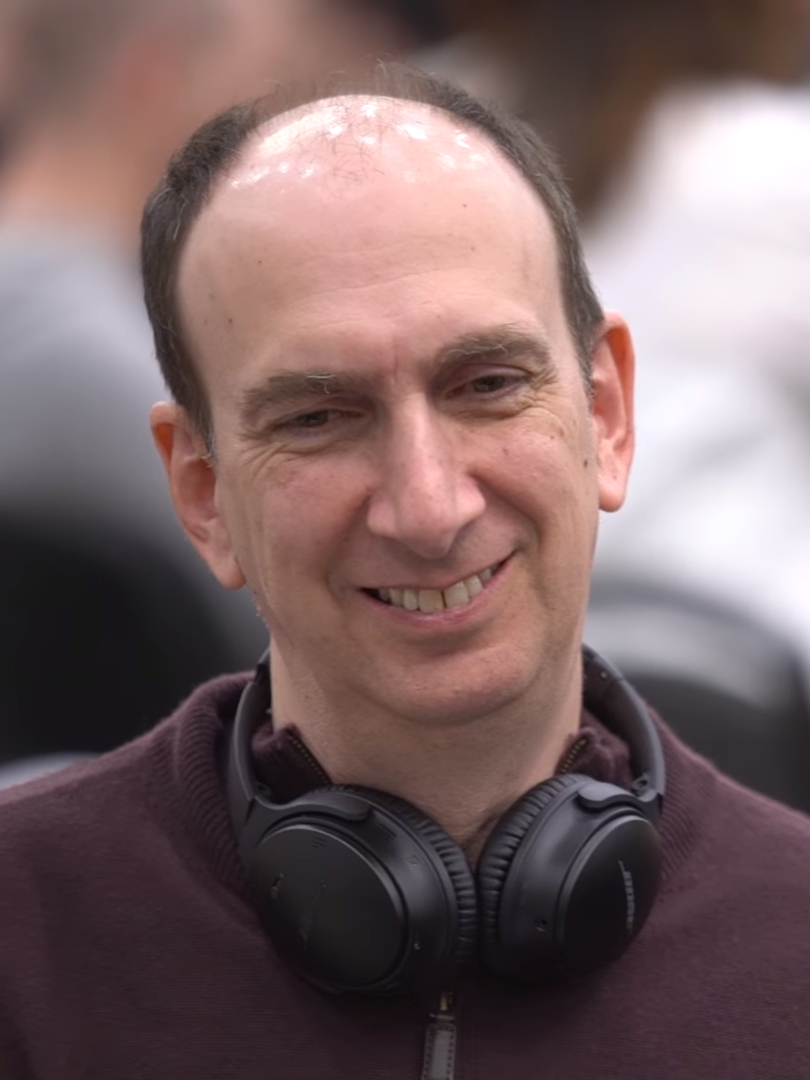
Erik Seidel siegte beim Super Million$ High Roller und erhielt sein neuntes Bracelet

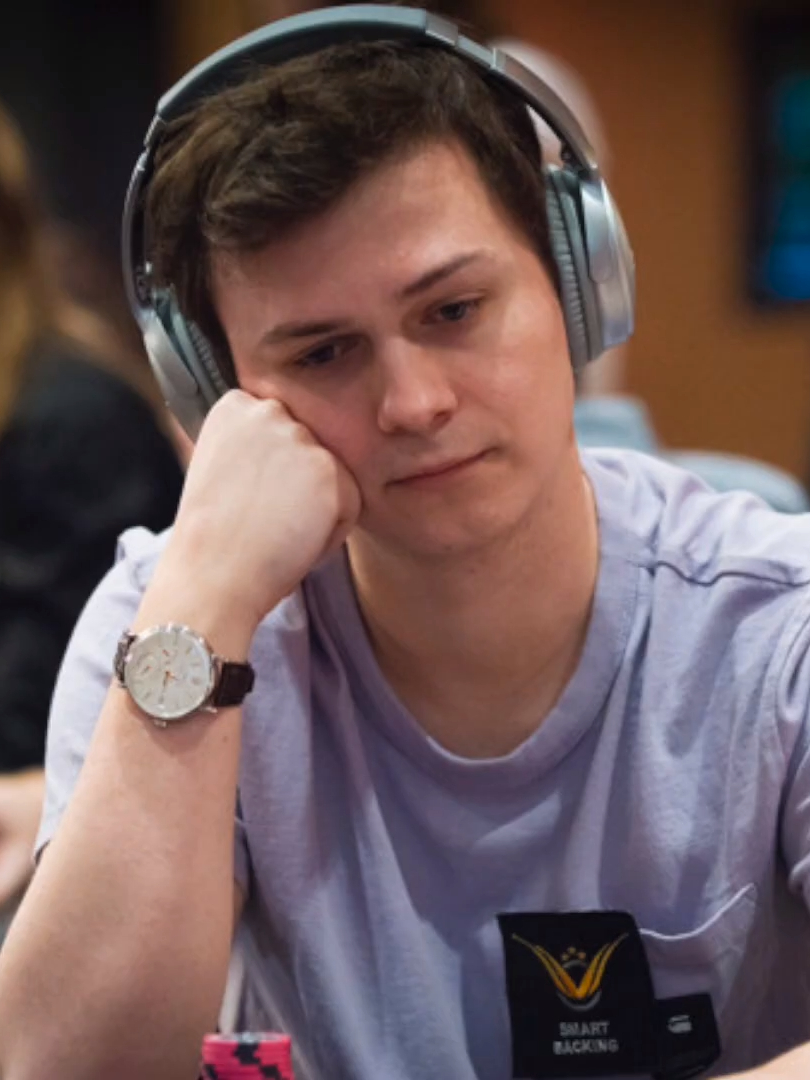
Dominik Pańka gewann sein erstes Bracelet

Im Falle eines mehrfachen Braceletgewinners gibt die Zahl hinter dem Spielernamen an, das wievielte Bracelet in diesem Turnier gewonnen wurde.
| #  | #  | Plattform   | Buy-in (in $) | Turnier                                             | Turnierbeginn | Teilnehmer | Sieger                    | Nickname     | Herkunft               | Preisgeld (in $) |
| -- | -- | ----------- | ------------- | --------------------------------------------------- | ------------- | ---------- | ------------------------- | ------------ | ---------------------- | ---------------- |
| 1  | 1  | WSOP.com    | 00.500        | No Limit Hold’em The Big 500 Kick-Off               | 1. Juli 2021  | 01.277     | Jose Noboa                | deposit      | Vereinigte Staaten     | 0.105.161        |
| 2  | 2  | WSOP.com    | 00.600        | No Limit Hold’em Monsterstack                       | 2. Juli 2021  | 01.038     | Manig Löser               | Ohio77       | Deutschland            | 0.104.313        |
| 3  | 3  | WSOP.com    | 00.500        | No Limit Hold’em Turbo Deepstack                    | 3. Juli 2021  | 00.950     | Donnell Dais              | Spreezy52    | Vereinigte Staaten     | 0.090.801        |
| 4  | 4  | WSOP.com    | 00.500        | No Limit Hold’em Super Turbo                        | 4. Juli 2021  | 00.850     | Jeffery Hoop              | Steelvikes7  | Vereinigte Staaten     | 0.073.861        |
| 5  | 5  | WSOP.com    | 01.000        | No Limit Hold’em 8-Max                              | 5. Juli 2021  | 00.459     | Jeremiah Williams         | freestylerr  | Vereinigte Staaten     | 0.139.600        |
| 6  | 6  | WSOP.com    | 02.000        | No Limit Hold’em Deepstack                          | 6. Juli 2021  | 00.416     | Tyler Denson              | ShipTheShip  | Vereinigte Staaten     | 0.175.700        |
| 7  | 7  | WSOP.com    | 00.777        | No Limit Hold’em Lucky 7’s                          | 7. Juli 2021  | 00.888     | Michael Mercaldo          | stiltwalk    | Vereinigte Staaten     | 0.123.574        |
| 8  | 8  | WSOP.com    | 00.888        | No Limit Hold’em Crazy Eights                       | 8. Juli 2021  | 00.782     | Carlos Welch              | CarlosWelch  | Vereinigte Staaten     | 0.124.369        |
| 9  | 9  | WSOP.com    | 00.400        | No Limit Hold’em 6-Max                              | 9. Juli 2021  | 01.217     | Philip Beck               | wingsuiter   | Vereinigte Staaten     | 0.081.534        |
| 10 | 10 | WSOP.com    | 00.333        | No Limit Hold’em                                    | 10. Juli 2021 | 01.517     | Michael Leib              | njnj17       | Vereinigte Staaten     | 0.081.645        |
| 11 | 11 | WSOP.com    | 00.400        | No Limit Hold’em Ultra Deepstack                    | 11. Juli 2021 | 01.417     | Vijay Para                | Eclypzed     | Vereinigte Staaten     | 0.086.210        |
| 12 | 12 | WSOP.com    | 00.500        | No Limit Hold’em Turbo Deepstack                    | 12. Juli 2021 | 00.959     | Bryan Piccioli (2)        | Pellepelle   | Vereinigte Staaten     | 0.083.332        |
| 13 | 13 | WSOP.com    | 01.000        | No Limit Hold’em Freezeout                          | 13. Juli 2021 | 00.561     | Ryan Leng (2)             | Adopt_aDogg0 | Vereinigte Staaten     | 0.108.654        |
| 14 | 14 | WSOP.com    | 00.500        | No Limit Hold’em                                    | 14. Juli 2021 | 01.036     | Gionni Demers             | COLDWARKID   | Vereinigte Staaten     | 0.090.023        |
| 15 | 15 | WSOP.com    | 05.300        | No Limit Hold’em High Roller Freezeout              | 15. Juli 2021 | 00.188     | Justin Saliba             | Jsaliba2     | Vereinigte Staaten     | 0.253.800        |
| 16 | 16 | WSOP.com    | 00.600        | PLO8 6-Handed                                       | 16. Juli 2021 | 00.498     | Allen Chang (2)           | Acnyc718     | Vereinigte Staaten     | 0.061.394        |
| 17 | 17 | WSOP.com    | 00.400        | No Limit Hold’em 8-Max                              | 17. Juli 2021 | 01.125     | Justin Lapka              | LappyPoker   | Vereinigte Staaten     | 0.075.371        |
| 18 | 18 | WSOP.com    | 01.000        | No Limit Hold’em North American Open                | 18. Juli 2021 | 00.756     | James Gilbert             | Danfriel     | Vereinigte Staaten     | 0.137.570        |
| 19 | 19 | WSOP.com    | 00.888        | PLO Crazy Eights 8-Handed                           | 19. Juli 2021 | 00.507     | Martin Zamani             | bathroomline | Vereinigte Staaten     | 0.092.598        |
| 20 | 20 | WSOP.com    | 03.200        | No Limit Hold’em High Roller                        | 20. Juli 2021 | 00.321     | Sang Lee                  | youngkoi     | Vereinigte Staaten     | 0.241.768        |
| 21 | 21 | WSOP.com    | 00.600        | PLO 6-Handed                                        | 21. Juli 2021 | 00.551     | Bradley Ruben (2)         | drstrange7   | Vereinigte Staaten     | 0.069.148        |
| 22 | 22 | WSOP.com    | 00.600        | No Limit Hold’em Knockout                           | 22. Juli 2021 | 00.612     | Anthony Kennedy           | Lastbullet   | Vereinigtes Konigreich | 0.046.796        |
| 23 | 23 | WSOP.com    | 00.500        | No Limit Hold’em Turbo                              | 23. Juli 2021 | 00.694     | Ryan Hagerty              | hagzzz021    | Vereinigte Staaten     | 0.067.207        |
| 24 | 24 | WSOP.com    | 00.400        | No Limit Hold’em Monsterstack                       | 24. Juli 2021 | 01.176     | Byung Yoo                 | bhy101       | Vereinigte Staaten     | 0.077.475        |
| 25 | 25 | WSOP.com    | 07.777        | No Limit Hold’em Lucky 7’s High Roller              | 25. Juli 2021 | 00.151     | David Peters (3)          | dpeters17    | Vereinigte Staaten     | 0.283.940        |
| 26 | 26 | WSOP.com    | 00.500        | No Limit Hold’em The Big 500 Encore                 | 25. Juli 2021 | 01.118     | Eric Van Auken            | 8Bracelets   | Vereinigte Staaten     | 0.093.627        |
| 27 | 27 | WSOP.com    | 01.000        | PLO Championship                                    | 26. Juli 2021 | 00.398     | David Goldberg            | lox10        | Vereinigte Staaten     | 0.086.440        |
| 28 | 28 | WSOP.com    | 03.200        | No Limit Hold’em High Roller Championship           | 27. Juli 2021 | 00.265     | Daniel Lazrus             | RiverRats    | Vereinigte Staaten     | 0.205.347        |
| 29 | 29 | WSOP.com    | 00.800        | No Limit Hold’em 8-Max Turbo Deepstack Championship | 28. Juli 2021 | 00.623     | Chris Moorman (2)         | Robotbob47   | Vereinigtes Konigreich | 0.102.406        |
| 30 | 30 | WSOP.com    | 00.600        | No Limit Hold’em 6-Max Championship                 | 29. Juli 2021 | 00.783     | Mitchell Halverson        | franzia      | Vereinigte Staaten     | 0.084.057        |
| 31 | 31 | WSOP.com    | 00.500        | No Limit Hold’em Summer Saver                       | 30. Juli 2021 | 00.917     | Brad Zusman               | 1badcajun    | Vereinigte Staaten     | 0.079.683        |
| 32 | 32 | WSOP.com    | 01.000        | No Limit Hold’em Championship                       | 31. Juli 2021 | 00.821     | Drew O’Connell            | dudeguydrew  | Vereinigte Staaten     | 0.146.893        |
| 33 | 33 | WSOP.com    | 00.500        | No Limit Hold’em Grand Finale                       | 1. Aug. 2021  | 02.024     | Dan Sindelar              | Feeltheflow  | Vereinigte Staaten     | 0.159.100        |
| 34 | 1  | GGPoker     | 00.050        | The Return NLH                                      | 1. Aug. 2021  | 30.810     | Bartłomiej Świeboda       | chester20o   | Polen                  | 0.161.111        |
| 35 | 2  | GGPoker     | 01.111        | Caesars Cares Charity Event                         | 1. Aug. 2021  | 01.584     | João Simão                | –            | Brasilien              | 0.206.075        |
| 36 | 3  | GGPoker     | 02.500        | Limit Hold’em Championship                          | 3. Aug. 2021  | 00.180     | Nicolò Molinelli (2)      | –            | Italien                | 0.088.461        |
| 37 | 4  | GGPoker     | 00.800        | Double Chance NLH                                   | 5. Aug. 2021  | 01.643     | Thiago Macedo             | IneedWasabi  | Brasilien              | 0.161.637        |
| 38 | 5  | GGPoker     | 00.315        | Bounty No-Limit Hold’em Deepstack                   | 7. Aug. 2021  | 02.989     | Kacper Pyzara             | –            | Polen                  | 0.036.285        |
| 39 | 6  | GGPoker     | 00.200        | Flip & Go No Limit Hold’em                          | 8. Aug. 2021  | 06.368     | Georgios Sotiropoulos (2) | –            | Griechenland           | 0.117.022        |
| 40 | 7  | GGPoker     | 01.500        | Millionaire Maker NLH                               | 8. Aug. 2021  | 05.437     | Eduardo Pires             | –            | Brasilien              | 1.384.013        |
| 41 | 1  | WSOP.com PA | 00.500        | No-Limit Hold’em Keystone Kick Off                  | 8. Aug. 2021  | 00.500     | Mark Herm                 | ratrivers    | Vereinigte Staaten     | 0.048.420        |
| 42 | 2  | WSOP.com PA | 00.500        | No-Limit Hold’em PKO                                | 9. Aug. 2021  | 00.327     | T. J. Carney              | POTtheRIVER  | Vereinigte Staaten     | 0.012.846        |
| 43 | 8  | GGPoker     | 05.000        | 6-Handed No-Limit Hold’em Championship              | 10. Aug. 2021 | 00.479     | Daniel Smiljkovic         | –            | Deutschland            | 0.423.426        |
| 44 | 3  | WSOP.com PA | 03.200        | No-Limit Hold’em High Roller                        | 17. Aug. 2021 | 00.086     | Shankar Pillai (3)        | DerekHarper  | Vereinigte Staaten     | 0.066.641        |
| 45 | 4  | WSOP.com PA | 00.400        | No-Limit Hold’em 6-Max                              | 11. Aug. 2021 | 00.421     | Dean Morrow               | TheRealYoshi | Vereinigte Staaten     | 0.035.480        |
| 46 | 9  | GGPoker     | 00.525        | Superstack Turbo Bounty No-Limit Hold’em            | 12. Aug. 2021 | 02.229     | Lucio Lima                | WizardOfAz   | Brasilien              | 0.045.796        |
| 47 | 5  | WSOP.com PA | 00.777        | No-Limit Hold’em Lucky 7’s                          | 12. Aug. 2021 | 00.226     | Nicholas Lein             | Mr.Magoo7    | Vereinigte Staaten     | 0.040.325        |
| 48 | 6  | WSOP.com PA | 00.400        | No-Limit Hold’em PKO                                | 13. Aug. 2021 | 00.319     | Thong Do                  | Conngong12   | Vereinigte Staaten     | 0.010.026        |
| 49 | 10 | GGPoker     | 00.400        | Double Chance Pot-Limit Omaha                       | 14. Aug. 2021 | 00.975     | Roland Czika              | Quina Quen   | Ungarn                 | 0.055.369        |
| 50 | 7  | WSOP.com PA | 00.600        | No-Limit Hold’em MonsterStack                       | 14. Aug. 2021 | 00.288     | Michael Lavin             | TonyBandanas | Vereinigte Staaten     | 0.039.642        |
| 51 | 11 | GGPoker     | 10.000        | Super Million$ High Roller NLH                      | 15. Aug. 2021 | 00.624     | Erik Seidel (9)           | –            | Vereinigte Staaten     | 0.977.842        |
| 52 | 12 | GGPoker     | 01.000        | Double Stack No-Limit Hold’em                       | 15. Aug. 2021 | 05.894     | Hinojas Jerome            | POLALIFE!    | Hongkong               | 0.635.576        |
| 53 | 8  | WSOP.com PA | 01.000        | No-Limit Hold’em PA Championship                    | 15. Aug. 2021 | 00.311     | Andrew Porter             | LoveToLose   | Vereinigte Staaten     | 0.065.525        |
| 54 | 13 | GGPoker     | 05.000        | Pot-Limit Omaha Championship                        | 17. Aug. 2021 | 00.267     | Vincas Tamasauskas        | –            | Litauen                | 0.268.926        |
| 55 | 14 | GGPoker     | 00.500        | The Big 500                                         | 19. Aug. 2021 | 02.639     | Renan Bruschi             | –            | Brasilien              | 0.150.327        |
| 56 | 15 | GGPoker     | 10.000        | Heads Up NLH Championship                           | 21. Aug. 2021 | 00.161     | Arthur Conan              | –            | Frankreich             | 0.466.167        |
| 57 | 16 | GGPoker     | 01.050        | WSOP GGMasters HR Freezeout NLH                     | 22. Aug. 2021 | 02.240     | Samuel Vousden            | –            | Finnland               | 0.274.519        |
| 58 | 17 | GGPoker     | 00.400        | Plossus                                             | 22. Aug. 2021 | 04.576     | Gaby Livshitz             | kidrurim     | Israel                 | 0.062.534        |
| 59 | 18 | GGPoker     | 05.000        | Short Deck Championship                             | 24. Aug. 2021 | 00.144     | Radmir Sadirow            | KOPOBA       | Russland               | 0.169.111        |
| 60 | 19 | GGPoker     | 00.840        | 6-Handed Bounty No-Limit Hold’em                    | 26. Aug. 2021 | 02.053     | Andrij Derschypilskyj     | –            | Ukraine                | 0.066.950        |
| 61 | 20 | GGPoker     | 01.500        | Monster Stack NLH                                   | 28. Aug. 2021 | 01.080     | Eduardo Rodrigues         | Ghazbaran    | Brasilien              | 0.212.815        |
| 62 | 21 | GGPoker     | 25.000        | Super High Roller Championship NLH                  | 29. Aug. 2021 | 00.255     | Alexandros Theologis      | –            | Griechenland           | 1.212.033        |
| 63 | 22 | GGPoker     | 00.400        | Colossus                                            | 29. Aug. 2021 | 10.903     | Armando D’avanzo          | –            | Italien                | 0.409.007        |
| 64 | 23 | GGPoker     | 00.600        | Deepstack Championship No-Limit Hold’em             | 31. Aug. 2021 | 02.820     | Nuno Capucho              | Albertov     | Portugal               | 0.199.274        |
| 65 | 24 | GGPoker     | 01.050        | Bounty Pot-Limit Omaha                              | 2. Sep. 2021  | 00.896     | Dmitri Jurassow (2)       | –            | Russland               | 0.036.224        |
| 66 | 25 | GGPoker     | 00.777        | Lucky Sevens No-Limit Hold’em 7-Handed              | 4. Sep. 2021  | 02.014     | David Jackson             | ZONEDin      | Vereinigte Staaten     | 0.194.178        |
| 67 | 26 | GGPoker     | 00.888        | Crazy Eights No-Limit Hold’em 8-Handed              | 5. Sep. 2021  | 02.350     | Alexandru Papazian (2)    | –            | Rumänien               | 0.241.128        |
| 68 | 27 | GGPoker     | 05.000        | Main Event Online Championship                      | 5. Sep. 2021  | 04.092     | Alexei Wandyschew         | Ha KoJleHu   | Russland               | 2.543.073        |
| 69 | 28 | GGPoker     | 02.100        | Bounty Championship No-Limit Hold’em                | 7. Sep. 2021  | 01.064     | Dominik Pańka             | –            | Polen                  | 0.086.702        |
| 70 | 29 | GGPoker     | 01.500        | Fifty Stack No-Limit Hold’em                        | 9. Sep. 2021  | 01.308     | Wlad Martynenko           | –            | Russland               | 0.250.198        |
| 71 | 30 | GGPoker     | 00.525        | WSOP Beat the Pros                                  | 11. Sep. 2021 | 01.594     | Jase Regina               | RetiredFedor | Kanada                 | 0.032.856        |
| 72 | 31 | GGPoker     | 00.126        | WSOP Zodiac Autumn Festival                         | 12. Sep. 2021 | 07.036     | Henry Luo                 | Coke@Macu    | Hongkong               | 0.087.404        |
| 73 | 32 | GGPoker     | 00.210        | WSOP Bounty Double Million$                         | 12. Sep. 2021 | 14.162     | Ruslan Rishko             | Sovs20       | Kanada                 | 0.105.606        |
| 74 | 33 | GGPoker     | 00.500        | The Closer                                          | 12. Sep. 2021 | 07.103     | Arnaud Enselme            | –            | Frankreich             | 0.360.223        |

### Main Event
Das Main Event wurde ab dem 22. August 2021 bei GGPoker gespielt. Es hatte einen Buy-in von 5000 US-Dollar bei einem garantierten Preispool von 20 Millionen US-Dollar. Das Turnier bot 27 verschiedene Startmöglichkeiten, wobei jeder Spieler bei nur 3 dieser „Flights“ spielen durfte und auch nur der größte Stack auf den zweiten Turniertag übertragen wurde. Insgesamt registrierten sich 4092 Spieler für das Event, die damit nicht den garantierten Preispool übertrafen. Stattdessen gab es ein Overlay von 563.000 US-Dollar. Der zweite Turniertag startete am 5. September 2021 und endete mit Erreichen des Finaltischs. Diesen startete der Brasilianer Edson Tsutsumi am 11. September 2021 als Chipleader, er musste sich im Heads-Up jedoch Alexei Wandyschew geschlagen geben. Der Russe sicherte sich ein Bracelet sowie den Hauptpreis von mehr als 2,5 Millionen US-Dollar.
| Platz | Herkunft           | Spieler               | Preisgeld (in $) |
| ----- | ------------------ | --------------------- | ---------------- |
| 1     | Russland           | Alexei Wandyschew     | 2.543.072,74     |
| 2     | Brasilien          | Edson Tsutsumi        | 1.907.034,91     |
| 3     | Russland           | Nikita Kusnezow       | 1.430.073,70     |
| 4     | Kanada             | Christine Do          | 1.072.405,03     |
| 5     | Vereinigte Staaten | Joe Serock            | 0.804.190,84     |
| 6     | Norwegen           | Espen Jørstad         | 0.603.057,56     |
| 7     | Brasilien          | Renan Meneguetti      | 0.452.229,49     |
| 8     | Polen              | Dawid Smolka          | 0.339.123,86     |
| 9     | Griechenland       | Dimitrios Farmakoulis | 0.254.308,07     |